# Cecilia Gyan Amoah
Pour les articles homonymes, voir Gyan et Amoah.
Cecilia Gyan Amoah, née le 26 octobre 1947 et morte le 12 janvier 2023, est une femme politique ghanéenne qui a représenté la circonscription d'Asutifi Sud de 2000 à 2005 et ancienne diplomate à Cuba et à la Barbade. Depuis, elle a de nouveau représenté le Parlement dans la circonscription d'Asutifi Sud, où son mari décédé avait déjà candidaté. 

## Carrière
Elle a remporté la circonscription d'Asutifi Sud lors des élections législatives de 2000 comme candidate du Nouveau Parti patriotique (NPP). Elle bat le candidat sortant, Alhaji Dauda, président du Congrès national démocratique.  
Amoah a été députée de la circonscription d'Asutifi Sud de janvier 2001 à janvier 2005. Elle s'est présentée à la suite du décès de son mari en 2000, représentait préalablement le parti dans ce district. Elle perd l'investiture de son parti lors de la primaire fin 2004 et laisse la place à Thomas Broni, vice-ministre de l'intérieur. 
Elle a été la première femme députée du NPP à se voir refuser une investiture du parti.  
Durant sa carrière professionnelle, elle a été ambassadrice du Ghana à Cuba, devenant par la suite haut-commissaire à la Barbade. 
Le 13 juin 2015, Amoah a remporté les primaires parlementaires du Nouveau Parti patriotique de la circonscription d'Asutifi Sud pour représenter le parti aux élections générales du Ghana en 2016, malgré des rivalités d'ordre familial. Amoah accusait le candidat de l'opposition d'utiliser des tactiques d'intimidation et notamment de s'en prendre aux agents électoraux.